# The Times of Israel
The Times of Israel è un quotidiano online multilingue israeliano lanciato nel 2012. È stato co-fondato dal giornalista israeliano David Horovitz e dall'investitore miliardario ebreo americano Seth Klarman. Con sede a Gerusalemme, "documenta gli sviluppi in Israele, nel Medio Oriente e nel mondo ebraico". Insieme al suo sito originale in inglese, The Times of Israel pubblica in ebraico, arabo, francese e persiano. Il 1º maggio 2019 ha lanciato un sito di notizie in lingua ebraica, Zman Yisrael.
Oltre a pubblicare notizie ed analisi, il sito web ospita una piattaforma di blog multi-autore.